# Monumento a Minin e Pojarski

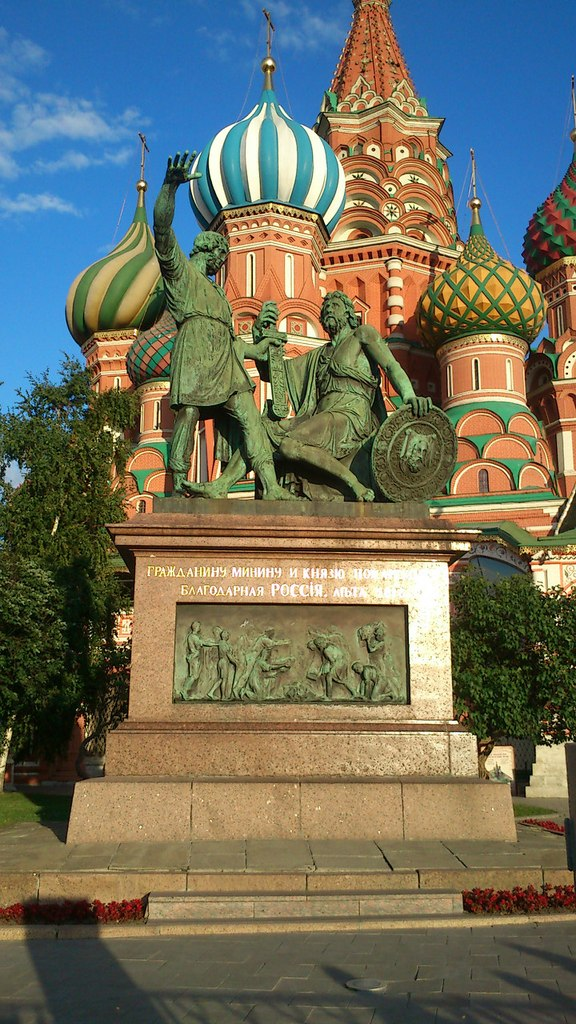
Monumento a Minin e Pojarski na Praça Vermelha em Moscou, com a Catedral de São Basílio ao fundo

Monumento a Minin e Pojarski  (em russo:  Памятник Минину è Пожарскому) é uma estátua de bronze localizada na Praça Vermelha, em Moscou, Rússia, em frente à Catedral de São Basílio. A estátua homenageia os príncipes Dmitri Pojarski  e Kuzma Minin, que reuniram um exército de voluntários de toda a Rússia e expulsaram da capital russa as forças da República das Duas Nações sob o comando do rei Sigismundo III da Polônia, pondo assim termo ao Tempo de Dificuldades em 1612.
O monumento foi concebido pela Sociedade Livre de Amantes da Literatura, Ciência e das Artes para comemorar o 200º aniversário desses eventos. A construção foi financiada pelo público em Nizhny Novgorod, a cidade de onde Minin e Pojarski  vieram para salvar Moscou. O czar Alexandre I, no entanto, decidiu que o monumento deveria ser instalado na Praça Vermelha, ao lado do Kremlin de Moscou e não em Nizhny Novgorod. A concorrência para o melhor projeto foi ganha pelo famoso escultor Ivan Martos em 1808. Martos completou um modelo, que foi aprovado pela Imperatriz Maria Feodorovna e a Academia Russa de Belas Artes em 1813. O trabalho de fundição usou 1100 libras de cobre e foi realizado em 1816 em São Petersburgo. A base, feita de três blocos maciços de granito da Finlândia, também foi esculpida em São Petersburgo. Mover a estátua e a sua base para Moscou foi um desafio logístico que foi feito no inverno, usando os canais congelados. No entanto, por conta da invasão da Rússia por Napoleão, o monumento não poderia ser revelado até 1818.
A frente da base carrega uma placa de bronze que descreve uma cena de cidadãos sacrificando sua propriedade para o benefício da pátria. À esquerda está uma imagem do escultor Martos dando seus dois filhos (um dos quais foi morto em 1813). Originalmente, a estátua ficou no centro da Praça Vermelha, com Minin estendendo a mão em direção ao Kremlin de Moscou. No entanto, após a Revolução de 1917, as autoridades comunistas acharam que o monumento estava obstruindo os desfiles na praça e discutiram sua demolição ou transferência para o interior de algum museu. Em 1936, a estátua foi movida mais perto da catedral, onde permanece até os dias atuais.
Na primeira celebração do Dia da Unidade Popular (4 de novembro de 2005) uma cópia quase exata do monumento por Zurab Tsereteli foi erguida em Nizhny Novgorod. A cópia é apenas 5 centímetros mais baixa do que a original em Moscou.